# خوسيه مارتين فارفان
خوسيه مارتين فارفان (بالإسبانية: Martín Farfán)‏ هو دراج كولومبي سابق.

## سجل النتائج

### سباقات أو مراحل فاز بها
- طواف إسبانيا

## روابط خارجية
- خوسيه مارتين فارفان على موقع أرشيف الدراجات (الإنجليزية)
- خوسيه مارتين فارفان على موقع CycleBase (الإنجليزية)